# Vladimir Miljutin
Vladimir Pavlovitj Miljutin (ryska: Владимир Павлович Милютин), född 5 november 1884 i Alexandrovo, Guvernementet Kursk, död 30 oktober 1937 i Moskva, var en sovjetisk bolsjevikisk politiker. Han tillhörde gammalbolsjevikerna.
Initialt var Miljutin mensjevik, men han blev år 1910 medlem av bolsjevikpartiet. Han arresterades flera gånger och tillbringade två år i exil. Efter oktoberrevolutionen 1917 blev han folkkommissarie för jordbruket, men han avgick efter tio dagar i protest mot Lenins krav på enpartistyre. År 1928 utnämndes Miljutin till direktor för Centrala statistikbyrån. I detta ämbete stödde han Stalins kollektivisering av jordbruket.
I samband med den stora terrorn greps Miljutin och åtalades för hemlig kontrarevolutionär verksamhet. Han dömdes till döden och avrättades genom arkebusering i oktober 1937. Miljutin blev rehabiliterad år 1955.